# Szczekocinyi vasúti baleset
A szczekocinyi vasúti baleset 2012. március 3-án 20:57-kor következett be a lengyelországi Szczekociny közelében, amikor a TLK 31100 számú, Przemyśl Główny–Warszawa Wschodnia viszonylatban közlekedő intercity frontálisan ütközött az interREGIO 13126 számú Warszawa Wschodnia–Kraków Główny között közlekedő gyorsvonattal. A baleset 16 halálos áldozatot és 50 sérültet követelt.
A sérülteket a częstochowai, a zawiercie-i, a sosnowieci, és a chałupki kórházakba szállították. Donald Tusk lengyel miniszterelnök, aki azonnal a helyszínre sietett, az utóbbi évek legsúlyosabb lengyel vasúti balesetének nevezte az esetet.